# Militantes (banda)
Militantes é uma banda brasileira de hardcore punk, formada em São Paulo em 1999 e parte do cenário evangélico. O grupo fez parte do casting da gravadora Gospel Records. É uma banda surgida da difusão de outras duas (Advertência e Protestantes). Já gravaram quatro álbuns em sua carreira e já foram indicados no Troféu Talento. Em 2010, lançaram Destrua o Controle, que foi produzido durante 2008 e 2009 e foi distribuído pela gravadora IVC Comunicação.
Após o lançamento do álbum Destrua o Controle, a banda saiu em uma pequena turnê até a decisão de um hiato, em 2011.
Em 2013 a banda decide retornar, mas desta vez, teriam que encarar a decisão de saída dos integrantes Cléber (Vocal e Baixo) e Fábio Custódio (Guitarra e Backing Vocal). No mesmo ano, o Kako (Baterista) decide chamar o vocalista Darlan (Filé) Júnior, que já tinha trabalhado com outras bandas da mesma vertente, e ainda outras, como o projeto local "Eu Sirvo ao Rei" e a banda de Black Metal "Death Poems".
Juntamente com o contrabaixista Thiago Baggio, gravaram o single e o vídeo clipe da música "Redenção", que foi gravado e mixado também por Thiago Baggio. O vídeo clipe foi produzido dirigido e editado pelo baterista Kako Alves, e produzido também pelo Kako, Cleber (Ao Cubo) e Alexandre Aposan. Lançada em janeiro de 2014, "Redenção" foi dada como a música de volta da banda.
Ainda em 2014, com o contrabaixista Douglas Cocão, começam o processo de autoria e produção do que veio a ser o próximo álbum.
Em novembro de 2015 a banda lançou seu quinto trabalho, sendo o quarto de estúdio com música inéditas intitulado Por um Segundo.

## Discografia
Álbuns de estúdio
- 2002: Tudo Vai Mudar
- 2004: Escute o que eu Digo e Faça Como eu Faço
- 2010: Destrua o Controle
- 2015: Por um Segundo

Álbuns ao vivo
- 2006: Mais ao Vivo do que Nunca